# Johann Jacob Altdorfer
Johann Jacob Altdorfer (Schaffhausen, maart 1741 – aldaar, 30 mei 1804) was een Zwitsers gereformeerd theoloog en predikant.

## Biografie
Johann Jacob Altdorfer was de zoon van een chirurg in Schaffhausen. Hij studeerde aan de Universiteit van Bazel en reisde van 1768 tot 1771 als gouverneur met zijn leerlingen door Duitsland. In 1772 werd Altdorfer in zijn geboorteplaats predikant. Twee jaar later werd hij daar hoogleraar in de filosofie. In 1778 werd hij leraar aan de Latijnse school en in 1782 tot rector magnificus benoemd. Later werd hij ook hoogleraar theologie en examinator; tegelijkertijd was hij predikant van de Münsterkerk. In 1804 overleed Johann Altdorfer in Schaffhausen.